# João Braga
João de Oliveira e Costa Braga ComIH (Lisboa, 15 de abril de 1945), conhecido como João Braga, é um fadista português.

## Biografia
Natural do bairro de Alcântara, e um de três irmãos, João Braga cantou pela primeira vez em público com apenas nove anos de idade, como solista do coro do Colégio de São João de Brito. Em 1957 a sua família mudou-se para Cascais, onde passou a viver.  
Não obstante as suas diversas influências musicais (bossa nova, jazz, rock n' roll), não tardaria a cantar o fado, como amador. 
A Tipóia, de Adelina Ramos, e a Adega Machado, serão lugares de passagem e de conhecimento de intérpretes, com quem convive e aprende (casos de Alfredo Marceneiro, Manuel de Almeida e Maria da Fé). 
Desse período faz parte também a amizade com outro jovem intérprete de então, Francisco Stoffel. Com ele inaugura, em junho de 1964, o Estribo como casa de fados, mudando-se ambos para o bar Cartola, em novembro do mesmo ano. 
Amália Rodrigues, de quem viria a ser amigo, permaneceria sempre como a sua grande influência artística no Fado. 
Em 1965 João Braga recebe o seu primeiro cachet (mil escudos) ao cantar nas Festas de Nossa Senhora do Castelo, em Coruche. Conhece Carlos Ramos, João Ferreira Rosa e Carlos do Carmo,  e é convidado a cantar, juntamente com Teresa Tarouca e António de Mello Corrêa, na festa dos 50 anos de toureio do "mestre" João Núncio.
Em 1966 decide abandonar os estudos de Direito, que iniciara na Faculdade de Direito de Lisboa. 
Ingressaria, no mesmo ano de 1966, no elenco d' A Taverna do Embuçado, a casa de fados fundada por João Ferreira-Rosa, onde cantaria diariamente e se projetou como intérprete. 
Profissional desde 1967, vê nesse ano publicadas as primeiras gravações, o EP É Tão Bom Cantar o Fado, gravado ainda em finais de 1966, a que se juntam, ao longo do ano de 1967, três EP: Tive um Barco, Sete Esperanças, Sete Dias e Jardim Abandonado, e ainda um LP: A Minha Cor.
Também em 1967 surge pela primeira vez a cantar na televisão, participando num programa apresentado por Júlio Isidro, na RTP.
João Braga não se dedica então apenas ao fado; concilia a música com as atividades de redator d'O Século Ilustrado e d'O Volante.
Conhecendo em 1968 Luís Villas-Boas, que viria a tornar-se seu amigo e produtor, organiza com ele o I Festival Internacional de Jazz de Cascais, no ano de 1971, tido como um verdadeiro marco na historia do jazz em Portugal.
Ainda em 1970, participa no Festival RTP da Canção e funda a revista Musicalíssimo, de que foi editor até 1974.
Associado à Direita politica no período da Revolução dos Cravos, a sua casa é assaltada e é emitido, pelo COPCON, um mandado de captura em seu nome, segundo contaria mais tarde, com o respetivo motivo "em branco". Em consequência disso é obrigado a partir para Espanha, juntamente com a sua família, fixando-se em Madrid. 
Regressado em 1976, abriu o restaurante O Montinho, em Montechoro, que esteve em atividade apenas durante um verão. Em 1978, já na capital, vai integrar o elenco do restaurante de fados Pátio das Cantigas, em Lisboa, aí permanecendo até 1982.
Desde finais da década de 1970 que João Braga se dedica exclusivamente à carreira musical, como assinala o lançamento sucessivo de novos álbuns: Canção Futura (1977), Miserere (1978), Arraial (1980), Na Paz do Teu Amor (1982), Do João Braga Para a Amália (1984), Portugal/Mensagem, de Pessoa (1985) e O Pão e a Alma (1987).
Depois do encerramento do Pátio das Cantigas centraria a sua atividade nos concertos e na composição. Em 1984, surgiu pela primeira vez como autor de melodias, musicando os poemas de Fernando Pessoa, "O Menino da Sua Mãe" e "Prece", o fado "Ai, Amália", de Luísa Salazar de Sousa, e o poema "Ciganos", de Pedro Homem de Mello, num álbum a que chamou Do João Braga para a Amália Também a partir da década de 1980 foi contribuindo para a renovação do panorama fadista, através de convites a jovens intérpretes para integrarem os seus espetáculos, como surgiu com Maria Ana Bobone, Mafalda Arnauth, Ana Sofia Varela, Mariza, Cristina Branco, Katia Guerreiro, Nuno Guerreiro, Joana Amendoeira, Ana Moura ou Diamantina. 
Em 1990, o seu primeiro CD, Terra de Fados, que superou as 30 mil cópias vendidas, incluiu poemas inéditos de Manuel Alegre, que pela primeira vez escreveu expressamente para um cantor. Seguiram-se Cantigas de Mar e Mágoa (1991), Em Nome do Fado (1994), Fado Fado (1997), Dez Anos Depois (2001), Fados Capitais (2002), Cem Anos de Fado - vol. 1 (1999) e vol. 2 (2001) - e Cantar ao Fado (2000), onde reúne poemas de Fernando Pessoa, Alexandre O'Neill, Miguel Torga, David Mourão-Ferreira, Manuel Alegre, entre outros.
Além do fado, interpreta um repertório diversificado, incluindo música francesa, brasileira e anglo-saxónica. O seu emocionado estilo interpretativo é caraterizado por um timbre bem pessoal, pela primazia do texto e por uma abordagem melódica imaginativa, sempre atualizada e de constante improviso (muito «estilada», em jargão fadista). 
Desde os tempos da Musicalíssimo que desenvolveu atividade na imprensa escrita, tendo sido cronista das revistas Eles & Elas e Sucesso, e dos jornais O Independente, Diário de Notícias, Euronotícias e A Capital. Em 2006, publicou o livro Ai Este Meu Coração. Participa em tertúlias desportivas na televisão, onde defende o seu Sporting Clube de Portugal.

## Controvérsias
Em fevereiro de 2017, João Braga viu-se envolto em polémica por causa do post que publicou na sua página do Facebook, a propósito da atribuição do Óscar de Melhor Filme a Moonlight na edição dos Prémios da Academia de 2017: "A distribuição dos Trumps – Agora basta ser-se preto ou gay para ganhar os Óscares". Devido a essas declarações, a associação portuguesa SOS Racismo anunciou a intenção de apresentar uma participação à Comissão para a Igualdade e Contra a Discriminação Racial portuguesa.

## Discografia

### Singles e EP
- É Tão Bom Cantar o Fado (EP, Aquila, 1967)
- Tive um Barco (EP, Aquila EP-01-4, 1967)
- Sete Esperanças, Sete dias (EP, Aquila, 1967)
- Janeiro Proibido (EP, Aquila EP-01-18)
- Recado a Lisboa (EP, Philips, 1968)
- Praia Perdida (EP, Philips, 1969)
- Rua da Sombra Larga (EP, Philips, 1970)
- "Amor de Raiz" (Single, Philips 6031014, 1972)
- Tudo me fala de nós (Aquila EP-01-3, 1967)
- Ao fado dei a minha voz (Aquila EP-01-7, 1967)
- Saudades trago comigo (Aquila EP-01-11, 1968)
- Estou sempre de passagem (Aquila EP-01-16, 1969)
- Fado (rapsódia) (Aquila EP-01-17, 1969)
- São João Bonito (single Orfeu KSAT 591, 1977)
- Encontro e Solidão (ep Philips 431939 PE, 1969)
- Biografia do Fado (EP Philips 6221015)

### Álbuns
- A Minha Cor (LP, Aquila, 1967)
- João Braga Fados (LP, Philips 1969)
- Que Povo É Este, Que Povo? (LP, Philips, 1970)
- João Braga Canta António Calém (LP, Philips, 1971)
- El Fado (LP, 1972)
- Canção Futura (LP, Orfeu, 1977)
- Miserere (LP, Orfeu, 1978)
- Arraial (LP, Valentim de Carvalho, 1980)
- A Paz do Teu Amor (LP, Sasseti, 1982)
- Do João Braga Para a Amália (LP, Sasseti, 1984)
- Portugal/Mensagem, de Pessoa (LP, Sasseti, 1985)
- O Pão e a Alma (LP, Silopor, 1987)
- Terra de Fados (CD, Edisom, 1990)
- Cantigas de Mar e Mágoa (CD, Edisom, 1991)
- Em Nome do Fado (CD, Strauss, 1994)
- Fado Fado (CD, BMG 1997)[7]
- Dez Anos Depois (CD, BNC, 2001)
- Fados Capitais (CD, A Capital, 2002; Reedição de Fado Fado de 1997)[8]
- Cem Anos de Fado vol. 1 (CD, Farol, 1999)
- Cem Anos de Fado vol. 2 (CD, Farol, 2001)
- Cantar ao Fado (CD, Farol, 2000)
- Fado Nosso (CD, CNM, 2009)
- Fados para Sempre (cd)
- Outrora agora (cd, valentim de carvalho 0626-2, 2017)

### Compilações
- O Melhor dos Melhores n.º 28 (CD, Movieplay, 1994)[9]
- Fado Alma Lusitana nº 19 (cd 2012)

## Prémios e condecorações
João Braga foi distinguido com vários galardões:
- Medalha de Mérito Cultural do Governo Português (1990)[1]
- Prémio Neves de Sousa da Casa da Imprensa (1995)[1]
- Medalha de Mérito da Cruz Vermelha Portuguesa (1996)[1]
- Prémio de Carreira da Casa da Imprensa (1999)[1]
- Comendador da Ordem do Infante D. Henrique (30 de Janeiro de 2006)[1][10]
- Medalha de Mérito, grau ouro, da Cidade de Lisboa (2014)[11]

## Família
Filho de Óscar José da Costa Braga (1907 - 1985) e de sua mulher Maria de Lourdes de Oliveira e Costa (c. 1920 - 1988), 
A 4 de outubro de 1971, em Lisboa, casou com Ana Maria de Melo e Castro (Nobre) Guedes (Lisboa, 23 de Abril de 1945), irmã de Luís Nobre Guedes.
Tem dois filhos, Filipe e Miguel Nobre Guedes Braga.